# Greatest Hits (Phil Ochs)
Greatest Hits è l'ultimo album in studio di Phil Ochs, uscito nel febbraio del 1970.
Quest'album non è un vero e proprio "greatest hits", il titolo ironico può ingannare, dato che sono contenute solo canzoni originali.
Molti ritengono Greatest Hits un album confuso, altri disperato, resta comunque che Ochs si allontanò certamente dal quel genere musicale concepito per i suoi tre primi album, pubblicati tutti dall'Elektra.
L'album contiene tra le canzoni più famose di Ochs come: Jim Dean of Indiana, un omaggio a James Dean, Boy in Ohio, in cui Ochs ricorda la sua felice infanza in Ohio, Chords of Fame, in cui mette in guardia dai pericoli della fama e No More Songs, traccia che chiude Greatest Hits ed un po' tutta la carriera del folksinger.
Il singolo estratto da quest'album fu One-Way Ticket Home/My Kingdom for a Car.

## Tracce
Tutti i brani sono stati composti da Phil Ochs.
Lato A
1. One Way Ticket Home – 2:39
2. Jim Dean of Indiana – 5:02
3. My Kingdom for a Car – 2:50
4. Boy in Ohio – 3:45
5. Gas Station Women – 3:35

Durata totale: 17:51
Lato B
1. Chords of Fame – 3:32
2. Ten Cents a Coup – 3:15
3. Bach, Beethoven, Mozart & Me – 5:05
4. Basket in the Pool – 3:40
5. No More Songs – 4:33

Durata totale: 20:05

## Musicisti
- Phil Ochs - chitarra, pianoforte, armonica, voce
- Van Dyke Parks - tastiere
- Lincoln Mayorga - tastiere (non accreditato nelle note di retrocopertina)
- Mike Rubini - tastiere
- Clarence White - chitarra, accompagnamento vocale
- Laurindo Almeida - chitarra
- James Burton - chitarra
- Bob Rafkin - chitarra, basso
- Richard Rosmini - chitarra pedal steel, armonica
- Ryland Cooder - mandolino (brano: One Way Ticket Home)
- Earl Ball - pianoforte (non accreditato nelle note di retrocopertina)
- Don Rich - fiddle
- Bobby Bruce - violino
- Anne Goodman - violoncello
- Tom Scott - sassofono tenore
- Chris Ethridge - basso
- Kenny Kaufman - basso (non accreditato nelle note di retrocopertina)
- Gene Parsons - batteria
- Kevin Kelley - batteria (non accreditato nelle note di retrocopertina)
- Gary Coleman - percussioni
- Clyde King - accompagnamento vocale, cori
- Mary Clayton - accompagnamento vocale, cori
- Sherlie Matthews - accompagnamento vocale, cori
- Bobby Wayne - armonie vocali (non accreditato nelle note di retrocopertina)
- Jim Glover - armonie vocali (non accreditato nelle note di retrocopertina)

Note aggiuntive:
- Van Dyke Parks - produttore
- Registrazioni effettuate al: A&M Records, Sunset Sound ed al Capitol Studios
- Peter Pilafian, Don Landee, Douglas Botnick - ingegneri delle registrazioni
- Mixaggio effettuato al Sunset Sound and Sunwest

## Copertina
Il retro di copertina di Greatest Hits è un'evidente parodia della copertina dell'album di Elvis Presley 50,000,000 Elvis Fans Can't Be Wrong, infatti vi si legge 50 Phil Ochs Fans Can't Be Wrong (50 fan di Phil Ochs non possono sbagliarsi).